# Steg-Hohtenn
Steg-Hohtenn é uma comuna da Suíça, situada no distrito de Raron, no cantão de Valais. Tem 14,21 km² de área e sua população em 2018 foi estimada em 1.592 habitantes.
Foi criada em 1 de janeiro de 2009, a partir da fusão das antigas comunas de Steg e Hohtenn.